# Farligt gods
Farligt gods är ämnen som kan innebära risk för hälsa, säkerhet, egendom eller miljön då det transporteras eller används. Alla dessa ämnen är indelade i olika klasser beroende på deras specifika kännetecken och därmed farlighet.

## Klassificering

### Klass 1: Explosiva ämnen och föremål
- 1.1 Ämnen eller föremål med risk för massexplosion. Till exempel: Blyazid, Nitroglycerin
- 1.2 Ämnen och föremål med risk för splitter men utan risk för massexplosion
- 1.3 Ämnen och föremål med risk för brand men utan risk för massexplosion
- 1.4 Ämnen eller föremål med obetydlig risk vid antändning
- 1.5 Mycket okänsliga ämnen med risk för massexplosion
- 1.6 Extremt okänsliga föremål utan risk för massexplosion

### Klass 2: Gaser
- 2.1 Brandfarlig gas

- 2.2 Icke giftig, icke brandfarlig gas

Till exempel Kväve, Helium och Neon
- 2.3 Giftig gas

Till exempel Klor, Svaveldioxid

### Klass 3: Brandfarliga vätskor
- 3 Brandfarlig vätska

till exempel Bensin, diesel

### Klass 4: Brandfarliga fasta ämnen
- 4.1 Brandfarligt fast ämne

- 4.2 Självantändande ämne

- 4.3 Ämne som utvecklar brandfarlig gas vid kontakt med vatten

### Klass 5: Oxiderande ämnen och organiska peroxider
- 5.1 Oxiderande ämne

- 5.2 Organisk peroxid, antingen i flytande eller fast form

### Klass 6: Giftiga och smittfarliga ämnen
- 6.1 Giftig substans som troligen kan orsaka allvarlig ohälsa eller död

- 6.2 Smittfarligt ämne

### Klass 7: Radioaktiva ämnen
Ämnen som genom sitt sönderfall producerar alfa-, beta- eller gammastrålning.
- 7 Radioaktivt ämne. Till exempel Uran, Plutonium

### Klass 8: Frätande ämnen
Ämnen som i flytande eller fast form kan skada levande vävnad eller utrustning.
- 8 Frätande ämne

### Klass 9: Övriga farliga ämnen
- 9 Farligt ämne som inte kan klassificeras under något annat. Till exempel: Asbest

## Hantering av farligt gods

### Säkerhetsrådgivare
Säkerhetsrådgivare för transport av farligt gods är en roll som är reglerad i de internationella transportregelverken. 
Bland annat anges krav på certifierade rådgivare för farligt gods i ADR, RID, DGR, IMDG. Enligt Europadirektivet och Rådets direktiv 96/35/EG av den 3 juni 1996 om utnämning av och kompetens hos säkerhetsrådgivare för transport av farligt gods på väg, järnväg eller inre vattenvägar skall varje avsändare och transportör av farligt gods ha en certifierad och av myndighet godkänd säkerhetsrådivare. Svensk Lag (2006:263) om transport av farligt gods ställer också tydliga krav på rådgivaren och dennas kompetens. Med stöd i Förordning (2006:311) om transport av farligt gods och Föreskriften MSBFS 2015:9 regleras transport och säkerhetsrådgivarskapet på ett tydligt och överskådligt sätt.

### Transport
Farligt gods som ska transporteras från en punkt till en annan utanför själva industrin lyder under fyra regelverk: ADR, RID, ICAO och IMDG, som utformats av FN-organet UNECE. Alla som ska hantera godset under dessa transporter ska ha särskild utbildning samt även gå repetitionsutbildning med bestämda intervaller.

#### Flygtransport
Regelverk: ICAO-TI
ICAO-TI är det regelverk som tillämpas vid transport av farligt gods och magnetiskt material vid start från, landning på, eller överflygning av svenskt territorium.
Flygtransport av farligt gods är tillåtet då transporten sker i enlighet med BCL och ICAO-TI. Vissa sorters gods är dock förbjudet att transportera:
1. Varor och ämnen som i ICAO-TI har totalförbjudits för flygtransport
2. Explosivt gods eller ämnen som antänds eller sönderdelas när de utsätts för en temperatur lägre än 75 °C under 48 timmars tid.
3. Explosivt gods eller ämnen som innehåller både klorat- och ammoniumsalter.
4. Explosivt gods eller ämnen som innehåller blandningar av klorater och fosfor.
5. Explosivt gods eller ämnen som klassats som särskilt känsliga för mekaniska stötar.
6. Explosiva vätskor som klassats som måttligt känsliga för mekaniska stötar.
7. Alla varor med benägenhet att utveckla farlig värme eller gas vid förhållanden som normalt råder under en flygtransport.
8. Radioaktiva varor som är antändliga i luften
9. Brandfarliga varor och organiska peroxider som genom prov har visat sig ha explosiva egenskaper och som är packade på sådant sätt att klassificeringsbestämmelserna skulle kräva användning av en varningsmarkering för explosiv vara utöver den ordinarie varningsmarkeringen.

#### Järnvägstransport
Regelverk: RID-6. Lokföraren av ett tåg får ett meddelande med:
- Vagnsnummer
- Klassificeringskod - UN-nummer
- Placering efter loket

för de vagnar i tåget som har farligt gods.

#### Sjötransport
Regelverk: IMDG-koden
IMDG-koden innefattar information om hur klassificering, förpackning, märkning, etikettering, dokumentation, stuvning och separation för sjötransport av förpackat farligt gods ska utföras.
IMDG-koden består bland annat av följande punkter:
1. Allmänna bestämmelser, definitioner och utbildning
2. Klassificering
3. Farligt-gods-lista och bestämmelser för begränsade mängder
4. Förpacknings- och tankbestämmelser
5. Bestämmelser för avsändning
6. Konstruktioner och test av förpackningar, IBC:er, storförpackningar, UN-tankar och vägtankfordon
7. Bestämmelser om transportåtgärder

#### Vägtransport
Regelverk: ADR

Farligt styckegods

Vid transport av farligt gods på väg gäller att godsets förpackning ska vara försedd med varningsetiketter som berättar vilken typ av gods det handlar om, se klassificering. Fordonet som transporterar måste också vara försett med särskilda orange skyltar fram och bak:

66 = Mycket giftigt ämne
1557 = Fast, oorganisk arsenikförening

1. Skyltar utan siffror används av fordon som transporterar farligt gods som styckegods.
2. Tvådelade skyltar försedda med siffror används av transporter med speciella behållare för det farliga godset, exempelvis tankbilar. De övre siffrorna på skylten betecknar hur pass farligt godset är och har 2 eller 3 siffror. Första siffran betecknar den huvudsakliga faran, till exempel brandfarligt (3) hos fotogen. Är andra siffran en nolla så är det bara den första siffran som anger vilken typ av gods det handlar om, är andra siffran en annan siffra så har ämnet fler än en farlig egenskap, exempelvis: 62 - giftig gas. En siffra kan även dubbleras för att förstärka en varning, exempelvis så har bensin farlighetsnumret 33 (mycket brandfarligt) medan fotogen har 30 (mindre brandfarligt). De undre fyra siffrorna på skylten är det farliga godsets UN-nummer och är olika för allt gods som transporteras, exempelvis så har fyrverkeripjäser UN-nummer 0333 och bensin UN-nummer 1203.